# مته بینای
مته بینای (انگلیسی: Mete Binay؛ زادهٔ ۱۹ ژانویهٔ ۱۹۸۵) وزنه‌بردار اهل ترکیه است.
وی در مسابقات کشوری و بین‌المللی در مجموع برندهٔ ۱ مدال طلا، ۱ مدال برنز شده‌است.